# 中條大希
中條 大希（なかじょう だいき、1987年3月20日 - ）は、日本の実業家。NEWGREEN代表取締役COO。
米輸出促進に向けた「未来の米づくり」官民タスクフォースメンバー

## 人物
山形県酒田市の出身。2005年、山形県立酒田東高等学校を卒業。2009年、中央大学法学部を卒業。4月、オアシスソリューションに入社。2011年、事業部長に就任。2015年、地元の酒田市にUターンし、ヤマガタデザイン株式会社に入社。2020年3月、ヤマガタデザイン専務取締役COO。2021年6月、井関農機と業務提携田んぼの自動抑草ロボットの実用化を加速。2022年9月1日、千葉県のクルックフィールズと有機農業の生産性向上で連携。2023年3月17日、ヤマガタデザインアグリ 自社開発の土壌改良材と汚泥肥料の販売開始。11月28日、【有機米デザイン】ユナイテッド社・KX社より4.4億円の資金調達を実施。12月4日、バイオマスレジンホールディングスと「国産@@バイオマスプラスチックの普及拡大」に向け、包括連携協定を締結。2024年2月、安価版アイガモロボ、2024年度に全国で本格実証開始。4月1日、有機米デザイン株式会社から 株式会社NEWGREENへ社名変更。株式会社NEWGREEN代表取締役COOに就任。4月30日、中部電力株式会社と資本業務提携。5月1日、国産オーガニック米の10秒おかゆ！「とろける玄米」「とろける白米」を2発売。6月13日、農林水産省「未来の米づくり」対話（第1回）パネリスト。7月2日、令和6年度第1回目自治体向けオーガニックセミナー講師。9月18日、「アイガモロボ」が第11回ロボット大賞「農林水産大臣賞」を受賞。9月26日、脱炭素×農業セミナーを開催【株式会社トクイテン】
。11月22日、NEWGREEN農業FORUM【超農祭】開催を予定(横浜大さん橋ホール)。

## 出演番組
- “水田に浮かぶ”人気ホテルの仕掛け人！異色ベンチャーの全貌に迫る！【カンブリア宮殿】（2024年4月18日） - YouTube